# Константин Бодин
Константин Бодин (Дукља, око 1050 — Скадар, око 1099) био је српски краљ из династије Војислављевића, који је владао од 1081. до 1099. године. Његова држава је у време свог највећег опсега обухватала готово све српске земље, укључујући: Дукљу, Травунију, Захумље, Рашку и Босну. Био је син и наследник краља Михаила I. За време очеве владавие учествовао је у борбама против Византије. Током великог словенског устанка против Византије, који је избио 1072. године, стао је на чело устаничког покрета, узевши титулу бугарског цара, под именом Петар III, чиме је постао први Србин који је овенчан царским достојанством. На пролеће 1081. године Михаило је уприличио брак између Бодина и Јаквинте, ћерке угледног племића из јужноиталијанског рада Барија, чиме су оснажене везе са Норманима. Већ у октобру 1081. године Бодин је владао сам, те се стога сматра да је његов отац преминуо између маја и септембра 1081. године. Током наредних година, учврстио је власт у приморским областима, а потом је својој држави прикључио и унутрашње српске области, од Рашке на истоку до Босне на западу, чиме је објединио готово све српске земље. Око 1090. године, пао је у византијско заробљеништво, али накратко, тако да није изгубио престол. Након тога његова власт почиње да слаби, а првенство у борби против Визнтије већ од 1091. године преузима Вукан, велики жупан у унутрашњим областима Србије, услед чега је Бодинова непосредна власт сведена на приморске области.
Од јужнословенских владара Бодин је једини који је добио високу византијску титулу протосеваста, која је настала у доба Алексија I Комнина. Раније се претпостављало да је умро 1100. или 1101. године. Новија истраживања указују на могућност да је преминуо већ око 1099. године. Сахрањен је у манастиру Светих Срђа и Ваха у близини Скадра.

## Младост
По Летопису попа Дукљанина, Бодинов отац Михаило имао је једанаест синова, седам из првог брака с ћерком бугарскога цара Самуила и четири из другог брака са византијском принцезом. Бодинова браћа су: Владимир, Пријаслав, Сергије, Дерија, Гаврило и Мирослав, а полубраћа из Михаиловог другог брака са рођаком византијског цара Константина IX су: Доброслав, Петрислав, Нићифор и Теодор. Летопис помиње и извесног Радослава, али није познато да ли је Радослав заправо био Бодинов брат или стриц. Бодинова браћа из првог брака су изгинула током рата са Византијом 1072-1075 године. Ана Комнина помиње да се Мономахат, превртљиви дука Драча, на вест о доласку новог дуке из Цариграда, Георгија Палеолога, склонио 1081. године код Бодина и Михаила. Изгледа да је био савладар оца, што је могуће јер су му остала браћа можда већ била мртва. Отуда Дукљанин о смрти Бодинове браће вероватно доноси тачан податак.
Бодин је још као младић предводио дукљанску војску током рата са Византијом 1072-1075. године, што ће на њега имати велики утицај, који ће се показати у његовој владавини.
За време краља Михаила и Бодина у државној управи су се појављивали сатници који су били заповедници војних одреда од преко 100 ратника, владари су њима поверавали цивилне односе различите садржине.

## Учешће у устанку из 1072/73. године
Константин Бодин је био син првог српског краља Михаила. Као млади принц учествовао је у бунтовним борбама против Византије.
Након великог пораза Византије код Манцикерта у Македонији се почео припремати устанак изазван фискалном политиком логотета Нићифорице. Главни извор за устанак из 1072. године јесте анонимни Скиличин настављач. Устаници су за вођу изабрали Константина Бодина јер је био краљевског рода. Самуилови потомци већ су ишчезли или су били непожељни због искуства из 1041. године. Михаило је послао и 300 војника под војводом Петрилом у Призрен где су се окупљале вође покрета, укључујући и Ђорђа Војтеха из Скопља, најугледнијег међу устаницима. Бодин је почетком јесени 1072. године проглашен за цара под именом Петар, што је разбеснело цара Византије. Стратег Бугарске кренуо је да угуши устанак, али је у међувремену смењен. Нови намесник претрпео је пораз у коме је изгубио живот. Устаници заузимају Скопље након чега се деле у две скупине. Бодин је кренуо према Нишу, а Петрило према југу заузимајући Охрид и Девол. Напао је Костур, али је у нападу поражен те се морао спасити бекством у Дукљу код Михаила. Бодин је за то време постизао успехе у Нишу, али је Војтех предао Скопље Византинцима уз гаранције да му се неће ништа десити. Бодина је позвао да нападне Скопље. Била је зима и Бодин је на Косово стигао по снегу. Византинци су му пошли у сусрет и тешко га поразили код места Пауни. Бодин је заробљен и послат у манастир светих Срђа и Ваха одакле је пребачен у Антиохију. Отуда се спасао помоћу млетачких морнара унајмљених од стране краља Радослава, Михаиловог брата и наследника на владарском престолу Србије (док се у другим изворима спомиње да их је унајмио сам Михаило). Све то је пољуљало Михаилов положај, али после 1072. године нема података о његовом односу са Бугарском.

## Владавина

### Савез са Норманима и освајања
На пролеће 1081. Михаило је уприличио брак између Бодина и Јаквинте, ћерке вође из норманске странке. Овај политички брак означио је и ослоњење дукљанског владара на Нормане. Већ у октобру 1081. Бодин је владао сам па се тако сматра да је његов отац између маја и септембра 1081. године преминуо.
У октобру 1081. Роберт Гвискар, вођа Нормана из јужне Италије, искрцао се код Драча, и опколио град. Према споразуму са Ромејским царством Бодин је био дужан да пружи помоћ Византији, он је довео своје трупе у близину Драча, али у одлучујућем тренутку, видевши да Византијска војска губи битку, повлачи се не узевши учешћа. Ана Комнин то образложује са разлогом. То је зато што је Бодин прво хтео да види да ли ће византијска војска да изгуби па да се повуче, што се и десило, али је зато слао снаге да узнемиравају Нормане. Заиста се византијска војска код Драча распала, јер су се помоћни турски одреди разбежали, а ни сам цар није хтео да учествује у бици, јер је био рањен, а ни Бодин није хтео да се придружи борби. Његова одлука је била драматична, јер је тек преузео врховну власт у Дукљи и још се није био учврстио.
Ипак су се ти догађаји десили после неколико месеци после очеве смрти, а Бодинов стриц Радослав, који је тада управљао Травунијом и Захумљем, представљао му је опасност за наследство престола, па је то и још један разлог зашто је повукао војску, па је стога Бодин наредних годину дана, учвршћивао своју власт у Дукљи. Летопис попа Дукљанина помиње да је Михаила наследио Радослав и када је наследио престо сазнао је да је Бодин жив и да је заточен у Антиохији из које је био уз помоћ спретних људи извучен. Радослав је Бодину дао Грбаљ и Будву, али се 16. године Радослављеве владавине побунио и узео престо уз помоћ своје браће, а Радослав се повукао у Требиње где је умро у дубокој старости.
Владавину краља Радослава не записују други извори. Ана Комнин јасно помиње да је 1081. године, када је и Михаило умро, Бодин био савладар. Његове владавина не може хронолошки да се уметне, једино ако се подразумева савладарство са Михаилом, када је Бодин отишао у рат 1081. године и оставио Радослава да влада својим областима Травунијом и Захумљем. Вероватно је зато и повукао своју војску из Драча, да би завршио сукоб са Радославом, који је вероватно завршен већ 1082. године.
Изгледа да Бодин ова освајања није вршио ради стицања привремене превласти или ратног плена, већ је то последица дугорочне планиране стратегије, која се вероватно развијала у Бодиновој глави још од пораза 1072. године, вероватно му је то дало одлуку на који начин да управља освојеним земљама. Тако је Бодин, крунисан за бугарског цара, доживео издају Ђорђа Војтеха, бугарског бољара који га је позвао у устанак против Ромеја. Изгледа да Бодина током ове кампање становници тих области нису сматрали за легитимног владара. Потврда о овоме би се могла наћи у томе да је крштено име Константин хтео да промени у Петар, највероватније зато што се Симеонов син звао Петар, како би задобио симпатије становника на тим просторима. Освајања 1083. године требала су да имају стални карактер, а да би се то постигло морало се другачије поступити со освојеним територијама, зато је 1083. године поставио двојицу жупана из Дукље, Стефана у Босни и Вукана и Марка и Рашкој, и да тамо успоставе нову династију. Мавро Орбин овај део текста доноси у нешто другачијем значењу наглашавајући да је Бодин поделио Рашку на два дела и тамо послао Марка и Вукана. Занимљиво да је Орбинов запис на маргини да је у другим изворима овај Марко познат и по имену Мавро. Међутим, данас сачувани изворе не донесе податке о овом Мавру. И како Дукљанин пише, заклели су се да ће поштовати њега, његове синове и наследнике. Изгледа да Стефан није рођен у Дукљи, већ је био домаћи великаш, који је требало да помогне Бодину у Босни.

### Напад на Драч
Пошто је Бодин 1083/1084. године завршио освајања према унутрашњости и држећи јако своје вазале у Рашкој и Босни, окренуо се ка јужној граници. Нормани су се и даље јако држали у Драчу, што је и омогућило Бодину да освоји Рашку и Босну. Преко своје жене Јаквинте, Норманке и Барија, успео да преговара са Норманима и да склопи савез. Јула 17. 1085. године Робер Гвискард је изненада умро и расуло је настало између Норманима, што је довело до безвлашћа на јужној граници Дукље. То је Бодину омогућило да осваја територије у правцу Драча, и како Дукљанин пише, освојио је и сам град Драч. Међутим Византијци су решили своје проблеме и кренули у противофанзиву. Ана Комнин наводи да је Јован Дука, шурак цара Алексија, добио јаку војску како би победио Далмате у Драчу тј. Бодина, јер је Бодин освајао градове и трговишта и припајао их својим територијама. Јован Дука је успео да заузме тврђаве које су припадале Вукану, да би на крају победио и заробио Бодина. Ана Комнин наводи да је Бодин био ратоборан и пун подлости, јер је нападао стално најближа трговишта и градове, иако је и сам хтео да обнови добре односе са Византијом. Тај епитет је добио дипломатском активношћу против византијских интереса.
Када је Јован Дука око 1090. године поразио и заробио Бодина, он се врло брзо нашао на слободи, али од пораза никада се није потпуно опоравио. Овог пута је склопљен мир којим је Бодин био обавезан да врати Византији све поседе са драчког темата. Већ 1091. године, Бодин је хтео да прекрши договор, као и његов вазал Вукан, али се овог пута преусмерио ка византијском Дубровнику.
Константин Бодин, под утицајем своје супруге, хтео је да ојача своје синове, уз помоћ њихове везе. Средином 90-их година, најстарији од њих могао је да има више од 15 година. Постојала је могућност да у случају краљеве смрти пре него што они достигну зрелост, синови могу да изгубе власт над државом, и да то иде у корист владара у Травунији, Радославовог најстаријег сина, Бранислава. Бранислав је прихватио да влада у Травунији после смрти оца, али је приговарао против признања краљевског суверенитета.

### Црквена политика
Бодинова држава је обухватала разне просторе на којима су се преплитали утицаји источног и западног хришћанства, што је представљало посебан изазов у области вођења верске, односно црквене политике. У приморским областима, преплитали су се утицаји православне Драчке митрополије и римокатоличке Дубровачке надбискупије, која је такође претендовала и на унутрашњост (Босна и Рашка), сучељавајући се на тим просторима са надлежношћу православне Охридске архиепископије, под чијом су јурисдикцијом биле епископије у Расу, Липљану и Призрену. Упоредо са постепеним сузбијањем византијске власти у српским земљама за време владавине Михаила и Бодина, у питање је доведена и надлежност византијских црквених центара у Охриду и Драчу, а на то се надовезао и низ сложених питања која су проистицала из недавног Великог раскола (1054) између Рима и Цариграда.
Римокатоличке бискупије у Бодиновој држави биле су под јурисдикцијом Дубровачке надбискупије, а једна од најзначајнијих била је Барска бискупија. Тадашњи барски бискуп Петар био је једна од најистакнутилих личности у држави двојице Војислављевића, Михаила и Бодина. У историјографији је поводом тадашњег статуса Барске бискупије покренуто неколико сложених питања, која се односе на наводно оснивање барске надбискупије управо за време Бодинове владавине. Та питања проистичу из спорне повеље која се приписује противпапи Клименту III, а која је датирана 8. јануаром 1089. године. Иако поједини истраживачи сматрају да је реч о аутентичном документу, новије анализе су потврдиле ранију претпоставку да се ипак ради о фалсификату, који је настао током 13. века, а сачуван је само у веома позном препису, који потиче тек из 16. века.
Први изричити и неспорни подаци о званичном признању Барске надбискупије од стране Рима потичу тек са краја 12. века, односно из времена владавине Вукана Немањића, када је уз учешће папских легата одржан црквени сабор у Бару (1199), на коме је довршен процес озваничења Барске надбискупије.

### Бодин и Вукан
Привремено заробљавање Бодина у сукобу са драчким стратегом Јованом Дуком око 1090. године довело је до значајних последица по унутрашње односе у држави. Све до тог времена власт краља Бодина признавао је и велики жупан Вукан, који је од раније управљао српским областима у унутрашњости, али се већ након 1091. године јавља као главни супарник Византије у борби за превласт у областима Рашке, Косова, Полога, Скопља и Врања. Да би спречио српске упаде, цар Алексије I Комнин (1081—1118) је 1092. године утврдио погранични појас на сектору који се звао „Зигос”, а који се простирао између византијског Липљана на југу и српског Звечана на северу. Граница је била слабо утврђена, па ја Вукан већ 1093. године продро до Липљана, па је заузео град и опустошио околину. Потом је кренуо према Скопљу, али није заузео град већ је само опустошио околину. Такође је продро према Пологу и Врању. Иако те области није трајно задржао, Вуканова Србија је за време његове владавине знатно ојачала, наставивши да се развија под влашћу великих жупана, док је у исто време власт краља Бодина и његових наследника сужена на приморске области.

### Бодинова опсада Дубровника
Према Летопису попа Дукљанина, када је склопио мир са византијским царем, Бодин се са Јаквинтом договорио да убију све рођаке који би могли засметати наследству њихових синова. Када су Бранислав, син Бодиновог стрица Радослава, и његов брат Гојислав и Предихна, дошли у посету код њега у Скадар, Бодин их је на Јавинтино навлачење, ухватио и бацио у тамницу. Када су остали синове Радослава сазнали за ово, они су одлучили да се склоне у Дубровник, где су приспели са 400 људи са оружјем. Када је ово сазнао Бодин, он је одлучио да нападне Дубровник. Током борбе под бедемима, опседнути су чинили знатне штете Бодиновој војсци, а током једног испада Кочапар копљем је усмртио неког Козара, кога је Јаквинта јако волела. На наговор жене, у знак одмазде, Бодин је наредио да се под Дубровником одруби глава Браниславу, Гојиславу и Предихни. Тада је унутар зидина дошло до колебања и неки су почели да размишљају о предаји града. Стога су Бодинови рођаци одлучили да се укрцају у брод и побегну у Сплит, одатле у Апулију, па из Апалије у Цариград.</ref> Тада је Бодин заузео Дубровник, у близини града је подигао тврђаву и вратио се у Скадар. На једном цртежу Дубровника из 12. века, који је сачуван у познаној копији, приказана је и Бодинова тврђава (Rocca di Bodino), која се налазила тачно насупрот градских бедема на обали тадашњег залива, а на данашњој страни Страдуна према брду Св. Ђорђа. Овим положајем је ова утврда затварала пролаз Дубровчанима до копна у правцу подножја Срђа, а између ње и градских бедема се налазио мост. Анонимни дубровачки летописац приписује изградњу ове тврђаве Стефану, кнезу Босне, што вероватно значи да је и он учествовао у тој опсади.
Летопис попа Дукљанина бележи да је до тога дошло зато што су Радослављеви синови себе сматрали за наследнике, јер им је како они тврде, престо непоштено отет и његови потомци су почели да размишљају како да свргну Бодина. Најснажнији Бодинови противници су били синови Бранислава, Предихна, Петрислав, Градихна, Тврдислав, Драгило, Драгихна и Гребуша. Да би Бодин осигурао да не дође да устанка, он је бацио Бранислава, његовог брата Градислава и сина Предихну у тамницу. Још у XVI и XVII веку постојала је пословица у Дубровнику за жену која је била „пуна беса и окрутности”: „довољно је да је иста као Јаквинта”. Летопис попа Дукљанина бележи да је то зато да би Бодинова деца имала сигурно наследство. Ипак могуће је да се и то Византија умешала. Византија је тражила како да укине Бодина са престола због сукоба у Драчу, о том правом разлогу ћути Дукљанин упирујући мржњу на Јаквинту. Одлазак Бодинових рођака у Дубровник значило да је Византија од почетка помагала тј. Византија је њега неутралисала дипломатском вештином и њега Ана Комнин не помиње после 1091. године. Са опсада Дубровника трајала је од 1092. до 1094. године.

### Сусрет са крсташима
Бодин после неуспеле опсаде Дубровника више није ни ратовао са Византијом. Последње вести о њему преносе византијски извори када је једно одељење крсташа пролазило путем Далмације и прошло кроз Дукљу у позну јесен 1096. године. Тада су се вође крсташа сусреле са Бодином. Ту су склопљени уговори и заклетве да крсташка војска неће бити ометана од Бодинових људи и да ће бити обезбеђено снабдевање намирницама и другим потрепштинама. Гроф Рајмунд од Пија чак се и братимио са Бодином, давши му богате дарове. Изгледа да овај договор баш и није био одржан, јер су крсташе у јужној Дукљи непрекидно нападале разбојничке скупине.
Немогуће изоставити, да је Бодин због боравка у заробљеништву и вишегодишње борбе са Византијом, могао да се послужи као Реимонов доушник. У знак захвалности од стране команданта крсташа, долази до поновне комуникације оба владара. То је последњи познати потез Бодина, убрзо после тог догађаја је умро. Изгледа да тада није имао више од 50 година.

### Проблем титулације и назив државе
Једини члан династије Војислављевића чија се држава у којој је владао називала Дукља био је Стефан Војислав, у периоду од 1018. до 1034. Друга Војислављева држава, која је обухватала и Травунију, Хум и Подгорје, већ се звала Србија, како је званична титула Стефана Војислава била "кнез Србије" у том периоду. Михаило је такође имао титулу "кнеза Срба", али и "протоспатар Срба", а након 1078. "краљ Трибала и Словена", а Византинци су за Србе користили егзоним Трибал, о чему сведоче Никефор Григора, Јован Кантакузин и Лаоник Халкокондил. Ана Комнина Михаила такође зове "Егзарх Србије" Бодин је на почетку владавине такође могао имаоти титулу "протоспатра Срба", али након поновног успостављања краљевине 1085, "краљ Срба". Стога, Бодинова држава се вероватно није ни звала Дукља, већ Србија.
Ипак, новије студије показују да је титула Константина Бодина заправо била "Краљ Дукље и Србије". То се на неки начин може објаснити постепеним померањем центра српске културе из Дукље према унутрашњосту, односно у област Рашку, тако да није више само Дукља имала права да се назове једноставно "Србијом". Рашка није била "дукљанска" територија, него само њен вазал. Тако да је Бодиново право да своју државу назове једноставно "Србија" полако опадало.

### Подела државе
Територија је била подељена између краљеве браће и синова. Једна извршена подела је могла постати трајна, као што се Србија поделила на Босну и Рашку у виду географске области, а касније у виду државе. Подела државе је имала јак утицај у Дукљи, али извршена подела није била трајна. Владар је имао право да државне територије да на управу члановима своје породице, али да притом задржи врховни власт у држави. Тако су у неким областима владали браћа или синови. То се јављало још и код Михаила. Када је избавио сина Бодина из заробљеништва
поново му повери врховну власт— Скиличин Настављач
То нам указује да је Бодин већ седамдесетих година владао неким територијама Дукље. Једино се тиме може објаснити његова самосталност политичке делатности док му се отац налазио у животу.

## Бодинов печат
Бодинов печат је пронађен у Археолошком музеју у Истанбулу, а јавности је приказан 2008. године, што је представљало прворазредни догађај за проучавање српске средњовековне сфрагистике. На првој страни налази се натпис са именом Светог Теодора, који је представљен као свети ратник који у десној руци држи копље, а у левој штит, у чијем је средишту бисер од којег се према рубовима штита шире зраци. На истој страни започиње натпис који се наставља и на другој страни, на којој се налази представа светог Ђорђа.
Натпис је делимично оштећен, а у реконструкцији гласи:
Κύριε βοήθει Kωνσταντίνῳ πρωτοσεβαστῷ καὶ ἐζουσιαστῇ Διοκλίας καὶ Σερβίας
Натпис у преводу гласи:
Боже спаси Константина, протосеваста и ексусијаста Дукље и Србије

### Титуле протосеваста и ексусијаста
Од јужнословенских владара једини је Бодин био носилац високе византијске титуле протосеваста (грч. πρωτοσέβαστος), која је настала за време владавине цара Алексија I Комнина (1081-1118). Ова титула је била виша од титуле протоспатра коју је носио Бодинов отац Михаило. У доба династије Комнина, титула протосеваста је додељивана царским сродницима и највишим достојанственицима, што сведочи о Бодиновом високом месту у хијерархији византијског света. Титула ексусијаста (грч. ἐζουσιαστής) је такође имала посебан значај, пошто су тим појмом означавани суседни владари који су били у посебном односу са Византијским царством, а постоји могућност да је та титула у Бодиновом случају била употребљена и као одраз његовог краљевског достојанства.

## Смрт
У 26. години и петом месецу Бодинове владавине, у Скадру, његовој престоници, Бодин је умро. Тачан месец и година смрти може се одредити на основу податка да је крунисан за бугарског цара септембра/октобра 1072. године. Бодин је стога преминуо фебруара/марта 1099. године и сахрањен је у манастиру Светог Сергеја и Вакха, који је служио као гробно место дукљанских краљева. Смрт краља Бодина означавало је и крај успона дукљанске државе. Дуго негована политика о осамостаљивању Дукље је прешла у потпуни преокрет. На вест Бодинове смрти из Цариграда су се Браниславови потомци искрцали у Драчу. Бодинов престо је наследио његов син Михаило, који је убрзо био збачен и престо је припао Доброславу, полубрату Бодина. То описују и последње странице дукљановог летописа. После његове смрти је дошао утицај Византије и Рашке. Стога се може рећи да је после Бодинове смрти Дукља изгубила посебну улогу коју је имала половином 11. века. На развалинама Бодиновог система вазалних држава - Рашке, Босне, Травуније и Захумља - уздигнуће се нове снаге.

## Наслеђе
Његов син Михаило је хтео да наследи трон, али због злобности своје мајке није успео, тако да га је наследио Доброслав. Михаило је сигурно исто отрован као и Доброслав. Ђорђе, Бодинов син, је на престолу Дукље у два наврата: од (1113–-1118) и од (1125--1131). Са својом мајком Јаквинтом је покушао обновити државу, али није успео. Византија је то спречила и извела војни напад на Дукљу, где је освојен Скадар, војска је успела да зароби Ђорђа и да га одведе у Цариград.
Андрија Качић Миошић у свом најпознатијем делу Разговори угодни народа словинскога о Михаилу и Бодину пише: На 1077. Краљеваше у србској земљи краљ Михајло. На 1100. Краљева је у србској земљи и у Далмацији краљ Бодин.

## Локрумски фалсификат
Међу познатим мљетским, односно локрумским фалсификатима, који су настали ради доказивања наводних права и поседа бенедиктинског реда на острвима Мљету и Локруму, налази се и кривотворена исправа која је уобличена као наводна повоља краља Бодина, из наводне 1100. године. Научном анализом је утврђено да је реч о знатно познијем фалсификату, који је заједно са осталим лажним исправама из исте мљетско-локрумске групе настао путем прераде података на старијих извора, међу којима је био и Летопис попа Дукљанина.

## Породично стабло
|  |                          |  |  |  |  |  | 4. Стефан Војислав |  |  |  |  |  |  |  |  |  |
|  |                          |  |  |  |  |  |                    |  |  |  |  |  |  |  |  |  |
|  |                          |  |  |  |  |  |                    |  |  |  |  |  |  |  |  |  |
|  |                          |  |  |  |  |  |                    |  |  |  |  |  |  |  |  |  |
|  |                          |  |  |  |  |  |                    |  |  |  |  |  |  |  |  |  |
|  |                          |  |  |  |  |  |                    |  |  |  |  |  |  |  |  |  |
|  |                          |  |  |  |  |  |                    |  |  |  |  |  |  |  |  |  |
|  |                          |  |  |  |  |  |                    |  |  |  |  |  |  |  |  |  |
|  |                          |  |  |  |  |  |                    |  |  |  |  |  |  |  |  |  |
|  |                          |  |  |  |  |  |                    |  |  |  |  |  |  |  |  |  |
|  |                          |  |  |  |  |  |                    |  |  |  |  |  |  |  |  |  |
|  |                          |  |  |  |  |  |                    |  |  |  |  |  |  |  |  |  |
|  |                          |  |  |  |  |  |                    |  |  |  |  |  |  |  |  |  |
|  |                          |  |  |  |  |  |                    |  |  |  |  |  |  |  |  |  |
|  |                          |  |  |  |  |  |                    |  |  |  |  |  |  |  |  |  |
|  |                          |  |  |  |  |  |                    |  |  |  |  |  |  |  |  |  |
|  | 2. Михаило Војислављевић |  |  |  |  |  |                    |  |  |  |  |  |  |  |  |  |
|  |                          |  |  |  |  |  |                    |  |  |  |  |  |  |  |  |  |
|  |                          |  |  |  |  |  |                    |  |  |  |  |  |  |  |  |  |
|  |                          |  |  |  |  |  |                    |  |  |  |  |  |  |  |  |  |
|  | Самуило (цар)            |  |  |  |  |  |                    |  |  |  |  |  |  |  |  |  |
|  |                          |  |  |  |  |  |                    |  |  |  |  |  |  |  |  |  |
|  |                          |  |  |  |  |  |                    |  |  |  |  |  |  |  |  |  |
|  |                          |  |  |  |  |  |                    |  |  |  |  |  |  |  |  |  |
|  | 10. ?                    |  |  |  |  |  |                    |  |  |  |  |  |  |  |  |  |
|  |                          |  |  |  |  |  |                    |  |  |  |  |  |  |  |  |  |
|  |                          |  |  |  |  |  |                    |  |  |  |  |  |  |  |  |  |
|  |                          |  |  |  |  |  |                    |  |  |  |  |  |  |  |  |  |
|  |                          |  |  |  |  |  |                    |  |  |  |  |  |  |  |  |  |
|  |                          |  |  |  |  |  |                    |  |  |  |  |  |  |  |  |  |
|  |                          |  |  |  |  |  |                    |  |  |  |  |  |  |  |  |  |
|  |                          |  |  |  |  |  |                    |  |  |  |  |  |  |  |  |  |
|  | 5. Неда                  |  |  |  |  |  |                    |  |  |  |  |  |  |  |  |  |
|  |                          |  |  |  |  |  |                    |  |  |  |  |  |  |  |  |  |
|  |                          |  |  |  |  |  |                    |  |  |  |  |  |  |  |  |  |
|  |                          |  |  |  |  |  |                    |  |  |  |  |  |  |  |  |  |
|  |                          |  |  |  |  |  |                    |  |  |  |  |  |  |  |  |  |
|  |                          |  |  |  |  |  |                    |  |  |  |  |  |  |  |  |  |
|  |                          |  |  |  |  |  |                    |  |  |  |  |  |  |  |  |  |
|  |                          |  |  |  |  |  |                    |  |  |  |  |  |  |  |  |  |
|  |                          |  |  |  |  |  |                    |  |  |  |  |  |  |  |  |  |
|  |                          |  |  |  |  |  |                    |  |  |  |  |  |  |  |  |  |
|  |                          |  |  |  |  |  |                    |  |  |  |  |  |  |  |  |  |
|  |                          |  |  |  |  |  |                    |  |  |  |  |  |  |  |  |  |
|  |                          |  |  |  |  |  |                    |  |  |  |  |  |  |  |  |  |
|  |                          |  |  |  |  |  |                    |  |  |  |  |  |  |  |  |  |
|  |                          |  |  |  |  |  |                    |  |  |  |  |  |  |  |  |  |
|  |                          |  |  |  |  |  |                    |  |  |  |  |  |  |  |  |  |
|  | 1. Константин Бодин      |  |  |  |  |  |                    |  |  |  |  |  |  |  |  |  |
|  |                          |  |  |  |  |  |                    |  |  |  |  |  |  |  |  |  |
|  |                          |  |  |  |  |  |                    |  |  |  |  |  |  |  |  |  |
|  |                          |  |  |  |  |  |                    |  |  |  |  |  |  |  |  |  |
|  |                          |  |  |  |  |  |                    |  |  |  |  |  |  |  |  |  |
|  |                          |  |  |  |  |  |                    |  |  |  |  |  |  |  |  |  |
|  |                          |  |  |  |  |  |                    |  |  |  |  |  |  |  |  |  |
|  |                          |  |  |  |  |  |                    |  |  |  |  |  |  |  |  |  |
|  |                          |  |  |  |  |  |                    |  |  |  |  |  |  |  |  |  |
|  |                          |  |  |  |  |  |                    |  |  |  |  |  |  |  |  |  |
|  |                          |  |  |  |  |  |                    |  |  |  |  |  |  |  |  |  |
|  |                          |  |  |  |  |  |                    |  |  |  |  |  |  |  |  |  |
|  |                          |  |  |  |  |  |                    |  |  |  |  |  |  |  |  |  |
|  |                          |  |  |  |  |  |                    |  |  |  |  |  |  |  |  |  |
|  |                          |  |  |  |  |  |                    |  |  |  |  |  |  |  |  |  |
|  |                          |  |  |  |  |  |                    |  |  |  |  |  |  |  |  |  |
|  | 6. Теодосије Мономах     |  |  |  |  |  |                    |  |  |  |  |  |  |  |  |  |
|  |                          |  |  |  |  |  |                    |  |  |  |  |  |  |  |  |  |
|  |                          |  |  |  |  |  |                    |  |  |  |  |  |  |  |  |  |
|  |                          |  |  |  |  |  |                    |  |  |  |  |  |  |  |  |  |
|  |                          |  |  |  |  |  |                    |  |  |  |  |  |  |  |  |  |
|  |                          |  |  |  |  |  |                    |  |  |  |  |  |  |  |  |  |
|  |                          |  |  |  |  |  |                    |  |  |  |  |  |  |  |  |  |
|  |                          |  |  |  |  |  |                    |  |  |  |  |  |  |  |  |  |
|  |                          |  |  |  |  |  |                    |  |  |  |  |  |  |  |  |  |
|  |                          |  |  |  |  |  |                    |  |  |  |  |  |  |  |  |  |
|  |                          |  |  |  |  |  |                    |  |  |  |  |  |  |  |  |  |
|  |                          |  |  |  |  |  |                    |  |  |  |  |  |  |  |  |  |
|  |                          |  |  |  |  |  |                    |  |  |  |  |  |  |  |  |  |
|  |                          |  |  |  |  |  |                    |  |  |  |  |  |  |  |  |  |
|  |                          |  |  |  |  |  |                    |  |  |  |  |  |  |  |  |  |
|  |                          |  |  |  |  |  |                    |  |  |  |  |  |  |  |  |  |
|  | 3. ? Мономахина          |  |  |  |  |  |                    |  |  |  |  |  |  |  |  |  |
|  |                          |  |  |  |  |  |                    |  |  |  |  |  |  |  |  |  |
|  |                          |  |  |  |  |  |                    |  |  |  |  |  |  |  |  |  |

## Извори и литература
Извори
- Живковић, Тибор (2009). Gesta Regum Sclavorum. 2. Београд-Никшић: Историјски институт, Манастир Острог.
- Крекић, Бариша (1966). „Ана Комнина”. Византијски извори за историју народа Југославије. 3. Београд: Византолошки институт. стр. 367—394.
- Кунчер, Драгана (2009). Gesta Regum Sclavorum. 1. Београд-Никшић: Историјски институт, Манастир Острог.
- Leib, Bernard, ур. (1937). Anne Comnène: Alexiade (règne de l'empereur Alexis I Comnène 1081-1118) (PDF). 1. Paris: Les Belles Lettres.
- Leib, Bernard, ур. (1943). Anne Comnène: Alexiade: Règne de l'empereur Alexis I Comnène (1081-1118) (PDF). 2. Paris: Les Belles Lettres.
- Leib, Bernard, ур. (1945). Anne Comnène: Alexiade: Règne de l'empereur Alexis I Comnène (1081-1118) (PDF). 3. Paris: Les Belles Lettres.
- Luccari, Giacomo (1605). Copioso ristretto de gli annali di Rausa. Venetia: Antonio Leonardi.
- Мијушковић, Славко, ур. (1988) [1967]. Љетопис попа Дукљанина (2. изд.). Београд: Просвета & Српска књижевна задруга.
- Mošin, Vladimir, ур. (1950). Ljetopis popa Dukljanina. Zagreb: Matica hrvatska.
- Nodilo, Speratus, ур. (1883). Annales Ragusini anonymi item Nicolai de Ragnina. Monumenta spectantia historiam Slavorum meridionalium. 14. Zagrabia: Academia scientiarum et artium Slavorum meridionalium.
- Orbini, Mauro (1601). Il Regno de gli Slavi hoggi corrottamente detti Schiavoni. Pesaro: Apresso Girolamo Concordia.
- Орбин, Мавро (1968). Краљевство Словена. Београд: Српска књижевна задруга.
- Радојчић, Борислав (1966). „Скиличин Настављач”. Византијски извори за историју народа Југославије. 3. Београд: Византолошки институт. стр. 173—187.
- Ферлуга, Јадран (1966). „Јован Скилица”. Византијски извори за историју народа Југославије. 3. Београд: Византолошки институт. стр. 51—172.
- Шишић, Фердо, ур. (1928). Летопис Попа Дукљанина. Београд-Загреб: Српска краљевска академија.

Литература
- Благојевић, Милош; Медаковић, Дејан (2000). Историја српске државности. 1. Нови Сад: Огранак САНУ.
- Бубало, Ђорђе (2008). „Војислављевићи”. Енциклопедија српског народа. Београд: Завод за уџбенике. стр. 194.
- Бубало, Ђорђе (2013). „Војислављевићи”. Српска енциклопедија. 2. Нови Сад-Београд: Матица српска; САНУ; Завод за уџбенике. стр. 650—651. Архивирано из оригинала 02. 09. 2022. г. Приступљено 11. 06. 2024.
- Веселиновић, Андрија; Љушић, Радош (2008). Српске династије (2. изд.). Београд: Службени гласник.
- Живковић, Тибор (2002). „Дукљанско византијски рат 1072-1075”. Историјски часопис. 47 (2000): 35—57.
- Живковић, Тибор (2005). „Два питања из времена владавине краља Бодина”. Зборник радова Византолошког института. 42: 45—59.
- Живковић, Тибор (2006а). Портрети српских владара (IX-XII век). Београд: Завод за уџбенике и наставна средства.
- Живковић, Тибор (2006б). „Дукља између Рашке и Византије у првој половини XII века”. Зборник радова Византолошког института. 43: 451—466.
- Živković, Tibor (2008). Forging unity: The South Slavs between East and West 550-1150. Belgrade: The Institute of History.
- Калић, Јованка (1979). „Црквене прилике у српским земљама до стварања архиепископије 1219. године”. Сава Немањић-свети Сава: Историја и предање. Београд: САНУ. стр. 27—53.
- Калић, Јованка (1981). „Српски велики жупани у борби с Византијом”. Историја српског народа. 1. Београд: Српска књижевна задруга. стр. 197—211.
- Klaić, Nada (1967). „Mljetski falsifikati”. Arhivski vjesnik. 10: 185—234.
- Ковачевић, Јован (1967). „Од доласка Словена до краја XII вијека” (PDF). Историја Црне Горе. 1. Титоград: Редакција за историју Црне Горе. стр. 279—444.
- Коматина, Ивана (2016). Црква и држава у српским земљама од XI до XIII века. Београд: Историјски институт.
- Коматина, Предраг (2011). „Византијска титула Константина Бодина”. Зборник радова Византолошког института. 48: 61—76.
- Коматина, Предраг (2012). „Србија и Дукља у делу Јована Скилице”. Зборник радова Византолошког института. 49: 159—186.
- Коматина, Предраг (2014). „Идентитет Дукљана према De administrando imperio”. Зборник радова Византолошког института. 51: 33—46.
- Коматина, Предраг (2023). „Српско-византијски односи крајем XI и почетком XII века” (PDF). Зборник Матице српске за историју. 107: 9—20. Архивирано из оригинала 31. 01. 2024. г. Приступљено 23. 06. 2024.
- Митровић, Катарина (2017). „Краљевство од искона: Барска (архи)епископија и Дукља”. Српска краљевства у средњем веку. Краљево: Град Краљево. стр. 47—83.
- Митровић, Катарина (2019). „Барска (архи)епископија у држави Бодинових наследника”. Црквене студије. 16 (2): 477—499.
- Острогорски, Георгије (1969). Историја Византије. Београд: Просвета.
- Ћирковић, Сима (1981). „Осамостаљивање и успон дукљанске државе”. Историја српског народа. 1. Београд: Српска књижевна задруга. стр. 180—196.
- Ћирковић, Сима (1995). Срби у средњем веку. Београд: Идеа.
- Ћирковић, Сима; Михаљчић, Раде, ур. (1999). Лексикон српског средњег века. Београд: Knowledge.
- Ћирковић, Сима (2004). Срби међу европским народима. Београд: Equilibrium.
- Fine, John Van Antwerp Jr. (1991) [1983]. The Early Medieval Balkans: A Critical Survey from the Sixth to the Late Twelfth Century. Ann Arbor, Michigan: University of Michigan Press.
- Cheynet, Jean-Claude (2008). „La place de la Serbie dans la diplomatie byzantine à la fin du XIe siècle”. Зборник радова Византолошког института. 45: 89—97.